# St. Stefan im Gailtal
St. Stefan im Gailtal, Sankt Stefan im Gailtal – gmina w Austrii, w kraju związkowym Karyntia, w powiecie Hermagor. Liczy 1596 mieszkańców (1 stycznia 2015).

## Współpraca
Miejscowość partnerska:
- Colditz, Niemcy